# Manoir des Berthaisières
Le manoir des Berthaisières est un manoir situé à Cravant-les-Côteaux (Indre-et-Loire) et inscrit aux monuments historiques le 6 mars 1947.